# Compsognathus
Compsognathus longipes (aportuguesado como: compsognato) é a única espécie conhecida do gênero extinto Compsognathus de dinossauros terópodes compsognatídeos, que viveram no fim do período Jurássico há aproximadamente 150 milhões de anos, na idade do Tithoniano, onde hoje é a Europa.
Paleontólogos encontraram dois fósseis bem preservados, um primeiro na Alemanha em 1850 e o segundo na França quase um século depois. Muitas representações populares ainda descrevem o compsognato como um dinossauro do tamanho de um galo, devido à pequenez do espécime alemão, que agora se acredita ser uma forma juvenil, enquanto o espécime francês, maior, seria uma espécie adulta. Compsognathus é um dos poucos dinossauros cuja dieta se sabe com certeza: os restos de pequenos lagartos foram preservados na barriga de ambos os espécimes. Acredita-se que fósseis de dentes descobertos em Portugal possam pertencer a integrantes do gênero.
Embora não tenha sido reconhecido como tal na época de sua descoberta, o Compsognathus é o primeiro dinossauro conhecido com um esqueleto bastante completo. Hoje Compsognathus longipes é a única espécie reconhecida, embora se acreditasse que o espécime maior descoberto na França na década de 1970 poderia representar uma nova espécie separada, C. corallestris. Até a década de 1990, o Compsognathus era considerado o menor dinossauro e o parente mais próximo da primitiva ave Archaeopteryx. Assim, é um dos poucos gêneros de dinossauros bem conhecidos fora do âmbito paleontológico.

## Descrição

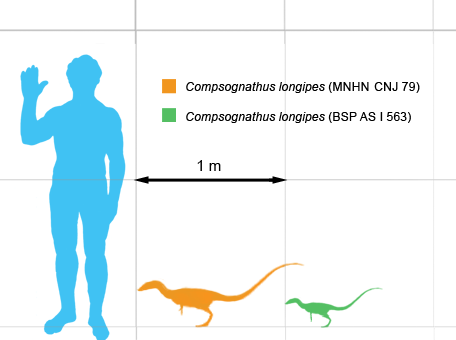
C. longipes media cerca de um metro de comprimento

Durante décadas, o Compsognathus foi famoso por ser o menor dinossauro conhecido; os espécimes coletados medem em torno de um metro (três pés) de comprimento. No entanto, dinossauros posteriormente descobertos, como Caenagnathasia, Microraptor e Parvicursor, eram ainda menores. Estima-se que o Compsognathus pesava entre 0,83 e 3,5 quilogramas (1,8 e 7,7 libras).
Compsognathus era um animal pequeno e bípede com patas traseiras longas e uma cauda alongada, que utilizava para manter o equilíbrio durante a locomoção. Os membros anteriores eram menores que os posteriores e eram providos de três dedos equipados com garras sólidas adaptadas para capturar presas. Seu delicado crânio era estreito e longo, com um focinho pontiagudo. O crânio tinha cinco pares de fenestras, aberturas cranianas, sendo as mais largas as órbitas oculares, onde estavam os olhos no animal vivo. Os olhos eram grandes em proporção ao resto do crânio.
O maxilar inferior era fino e não apresentava fenestras mandibulares, buracos na parte de baixo do maxilar comumente vistos em arcossauros. Os dentes eram pequenos mas afiados, compatíveis com sua dieta de pequenos vertebrados e possivelmente outros animais pequenos, como insetos. Seus dentes vistos de frente, os da pré-maxila, não eram serrados, ao contrário dos que estavam mais atrás da mandíbula. Os cientistas usaram essas características dentárias para identificar o Compsognathus e os seus parentes mais próximos. O geólogo Achim Reisdorf e o paleontólogo alemão Michael Wuttke, em 2012, descreveram os fenômenos tafonômicos do espécime alemão de Compsognathus.
O espécime Compsognathus descoberto na Alemanha no século XIX tinha apenas dois dígitos em cada extremidade anterior, o que levou os cientistas a concluir que assim era na criatura viva. No entanto, o fóssil descoberto mais tarde na França revelou que a "mão" tinha três dígitos, semelhante a outros membros dos outros gêneros compsognatídeos. A fossilização do Compsognathus alemão simplesmente não havia preservado completamente as "mãos" do espécime. O francês Alain Bidar presumiu que o espécime encontrado na França tinha "mãos" palmadas, que pareceriam barbatanas quando vivo. No livro de 1975 "A evolução e a ecologia dos dinossauros", o paleontólogo britânico Lambert Beverly Halstead descreve o animal como um dinossauro anfíbio capaz de se alimentar de presas aquáticas e de nadar fora do alcance de grandes predadores. O paleontólogo americano John Ostrom desacreditou esta hipótese ao demonstrar de maneira definitiva que o espécime francês era quase idêntico ao espécime alemão em todos os aspectos, exceto em seu tamanho. A pesquisadora francesa Karin Peyer confirmou essas conclusões.

### Tegumento

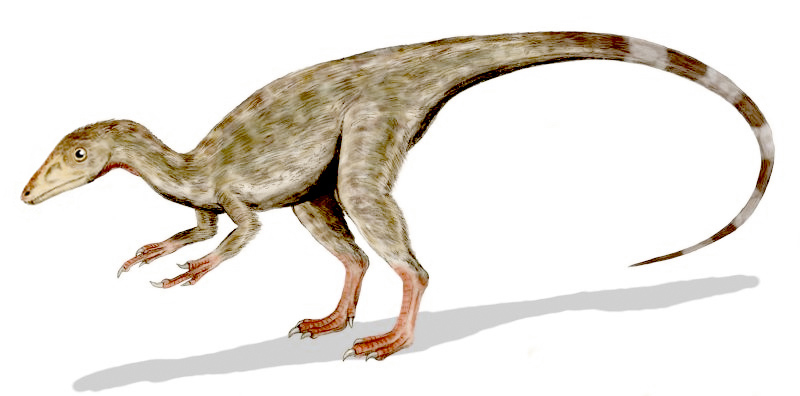
Evidências de espécies relacionadas sugerem que o corpo pode ter sido coberto por estruturas semelhantes a penas

As evidências de espécies relacionadas sugerem que seu corpo poderia ter sido coberto por estruturas semelhantes a penas. Alguns parentes do Compsognathus, como Sinosauropteryx e Sinocalliopteryx, ficaram preservados com restos de penas simples que cobriam o corpo, com o que alguns cientistas sugerem que o Compsognathus poderia ter sido emplumado de forma similar. Consequentemente, muitas representações do Compsognathus o mostram com coberturas suaves de protopenas. No entanto, penas e envolturas em forma de penas não foram preservadas com os fósseis do Compsognathus, ao contrário do Archaeopteryx, encontradas nos mesmos sedimentos. Peyer, em 2006, relatou impressões de pele preservadas no lado da cauda a partir da décima terceira vértebra da cauda. As impressões mostravam pequenos tubérculos repletos de furos, semelhantes às escamas que existiam na cauda e nas patas traseiras do Juravenator. O paleontólogo alemão Friedrich von Huene informou sobre escamas adicionais em 1901, na região abdominal do Compsognathus alemão, mas posteriormente Ostrom refutou esta interpretação. Em 2012 foram vistas por Reisdorf como placas de adipocere, cera cadavérica.
Igual ao Compsognathus, e ao contrário do Sinosauropteryx, um fragmento de pele fossilizado da cauda e a extremidade posterior do possível parente Juravenator starki mostram principalmente escamas, embora haja alguns indícios de que penas simples também estavam presentes nas áreas preservadas. Isso pode significar que uma cobertura de penas não era onipresente neste grupo de dinossauros, levando alguns cientistas a sugerirem que o Compsognathus poderia ter sido emplumado de forma similar.

## História
Do Compsognathus  se conhecem dois esqueletos quase completos, um da Alemanha, que tem 89 centímetros de comprimento (35 polegadas), e outro da França, de 125 centímetros (49 polegadas). Por quase um século, o Compsognathus foi o único terópode pequeno bem conhecido. Isto o levou a comparações com o Archaeopteryx e sugestões de uma relação com as aves. Inclusive
Compsognathus e Archaeopteryx despertaram interesse no biólogo britânico Thomas Henry Huxley na origem das aves. Os dois animais compartilham muitas semelhanças em forma, tamanho e proporções; na verdade, um fóssil sem penas preservadas de Archaeopteryx foi por muitos anos identificado erroneamente como um espécime de Compsognathus. Muitos outros dinossauros, incluindo Deinonychus, Oviraptor e Segnosaurus, são agora conhecidos como parentes próximos das aves.

### Descobertas

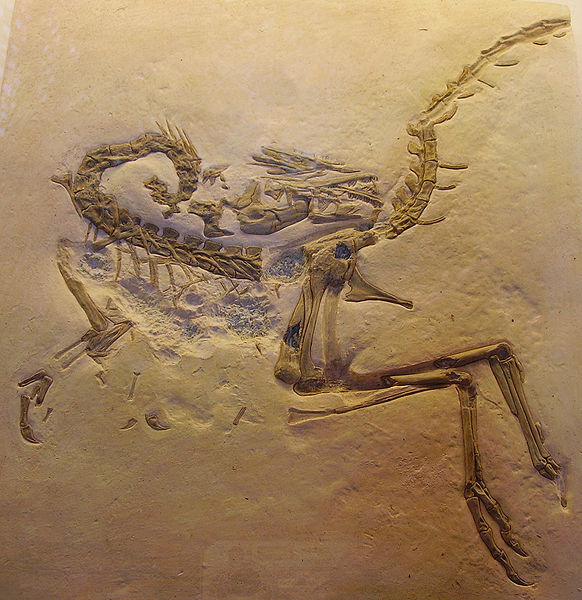
J. Oberndorfer descobriu o fóssil de Compsognathus na Baviera, na Alemanha, durante a década de 1850, em exposição no Museu de História Natural da Universidade de Oxford

O médico e colecionador de fósseis Joseph Oberndorfer descobriu o espécime alemão, BSP AS I 563, no calcário de Solnhofen na região de Riedenburg-Kelheim da Baviera, durante a década de 1850. O calcário da região também produz fósseis bem preservados, como de Archaeopteryx, com impressões de penas, e alguns pterossauros com marcas de membranas de suas asas que datam do estágio Tithoniano inferior. Johann Andreas Wagner, paleontólogo alemão, descreveu o espécime brevemente em 1859 e de forma mais detalhada em 1861, quando cunhou o termo Compsognathus longipes. O nome do gênero vem do grego kompsos/κομψος, "elegante", "refinado" ou "delicado" e gnathos/γναθος, "mandíbula"; o da espécie vem do latim e significa "patas longas".
No início de 1868, Huxley levantou a hipótese de que o espécime estava intimamente relacionado aos dinossauros, e em 1896, o paleontólogo americano Othniel Marsh reconheceu o fóssil como um verdadeiro membro do grupo. Ostrom redescreveu a espécie completamente em 1978, tornando o dinossauro um dos terópodes pequenos mais conhecidos até hoje. O espécime alemão está exposto na Bayerische Staatsammlung für Paläontologie und historische Geologie (Instituto Estatal da Baviera para Paleontologia e Geologia Histórica), em Munique, Alemanha.

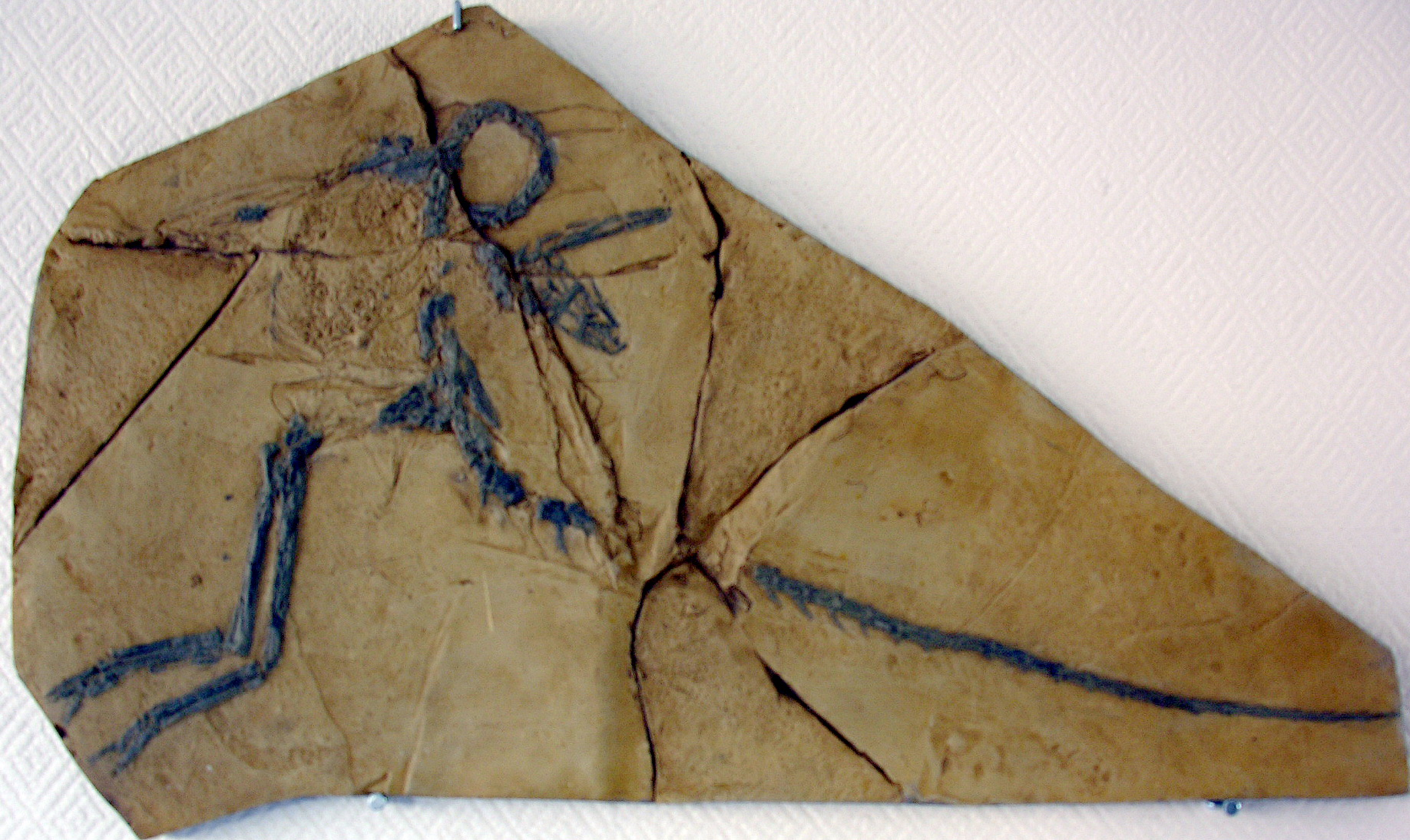
O fóssil de Compsognathus de Canjuers, França

O espécime maior francês, MNHN CNJ 79, foi descoberto em 1972 no calcário de Portland de Canjuers próximo de Nice no sudeste da França. Também data do começo do Tithoniano. Embora Bidar tenha originalmente descrito o espécime como uma espécie separada chamada de Compsognathuss corallestris, Ostrom, Michard e outros renomearam-no como outro exemplar de Compsognathus longipes. Quimby identificou o exemplar menor alemão como um jovem da mesma espécie. Em 1983, o Muséum national d'histoire naturelle de Paris, adquiriu o fóssil francês do Compsognathus, Michard estudou-o lá completamente.
O colecionador Heinrich Fischer havia rotulado originalmente um pé parcial, também de Solnhofen, como pertencendo a um
Compsognathus. Embora esta identificação tenha sido rejeitada pelo paleontólogo alemão Wilhelm Barnim Dames em 1884, von Huene, em 1925, remeteu temporariamente o espécime para
Compsognathus. No entanto, o estudo de Ostrom de 1978 desmentiu isso. Jens Zinke, paleobiologista alemão, em 1998 atribuiu ao gênero quarenta e nove dentes das camadas de Guimarota do Kimmeridgiano de Portugal. Estes não são idênticos aos do C. longipes, serrados na ponta, mas por causa das semelhanças gerais na forma é que foram atribuídos a Compsognathus sp.
Em 1997, a escritora e naturalista Virginia Morell mudou o nome de uma forma relacionada chinesa, Sinosauropteryx prima, para Compsognathus prima, embora isso não tenha encontrado uma aceitação geral.

## Classificação

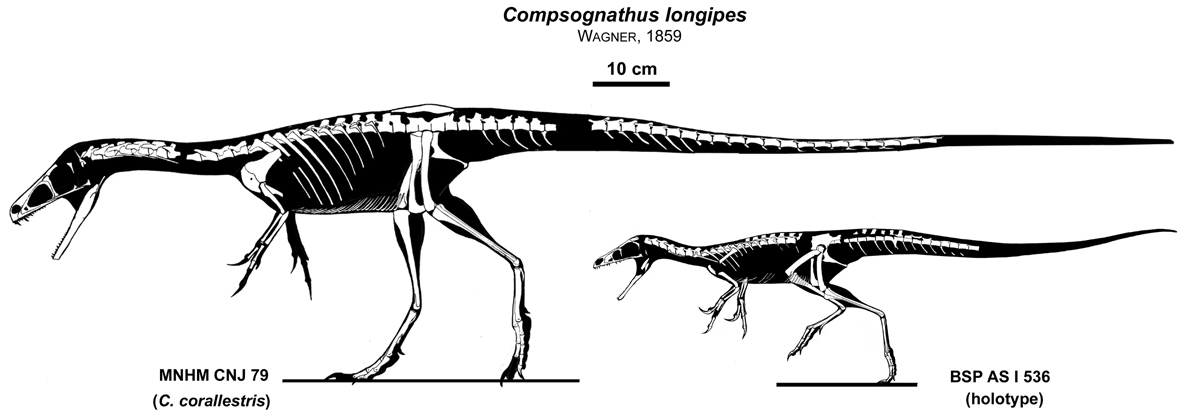
Silhuetas do material holótipo de Compsognathus longipes ao lado do sinônimo Compsognathus corallestris

Compsognathus dá seu nome à família Compsognathidae, um grupo composto principalmente de pequenos dinossauros do final do Jurássico e início do Cretáceo da China, Europa e América do Sul. Por muitos anos este foi o único membro conhecido; no entanto, nas últimas décadas, os paleontólogos descobriram vários gêneros relacionados. O clado inclui Aristosuchus, Huaxiagnathus, Mirischia, Sinocalliopteryx, Sinosauropteryx, e talvez Juravenator e Scipionyx. Inicialmente, Mononykus foi proposto como um membro dessa família, mas acabou sendo rejeitado por Chen e coautores em um artigo publicado em 1998; eles consideraram as semelhanças entre Mononykus e compsognatídeos como um exemplo de convergência evolutiva. A posição do Compsognathus e seus parentes dentro do grupo dos celurossauros é incerta. Alguns autores, como o especialista em terópodes Thomas Holtz Jr. e os coautores Ralph Molnar e Philip J. Currie no texto de 2004, The Dinosauria, argumentam que a família é a mais ancestral entre os celurossauros, enquanto outros autores defendem que ela é parte da Maniraptora.
Abaixo, o cladograma que mostra de maneira simplificada a colocação do Compsognathus na família Compsognathidae por Senter et al, em 2012:
|  | Sinocalliopteryx |
|  |                  |
|  | Huaxiagnathus    |
|  |                  |

|  | Compsognathus                                             |
|  |                                                           |
|  | \| \| Juravenator \| \| \| \| \| \| Scipionyx \| \| \| \| |
|  |                                                           |
|  | Juravenator                                               |
|  |                                                           |
|  | Scipionyx                                                 |
|  |                                                           |

|  | Juravenator |
|  |             |
|  | Scipionyx   |
|  |             |

|  | Compsognathus                                             |
|  |                                                           |
|  | \| \| Juravenator \| \| \| \| \| \| Scipionyx \| \| \| \| |
|  |                                                           |
|  | Juravenator                                               |
|  |                                                           |
|  | Scipionyx                                                 |
|  |                                                           |

|  | Juravenator |
|  |             |
|  | Scipionyx   |
|  |             |

|  | Sinocalliopteryx |
|  |                  |
|  | Huaxiagnathus    |
|  |                  |

|  | Compsognathus                                             |
|  |                                                           |
|  | \| \| Juravenator \| \| \| \| \| \| Scipionyx \| \| \| \| |
|  |                                                           |
|  | Juravenator                                               |
|  |                                                           |
|  | Scipionyx                                                 |
|  |                                                           |

|  | Juravenator |
|  |             |
|  | Scipionyx   |
|  |             |

|  | Compsognathus                                             |
|  |                                                           |
|  | \| \| Juravenator \| \| \| \| \| \| Scipionyx \| \| \| \| |
|  |                                                           |
|  | Juravenator                                               |
|  |                                                           |
|  | Scipionyx                                                 |
|  |                                                           |

|  | Juravenator |
|  |             |
|  | Scipionyx   |
|  |             |

## Paleobiologia

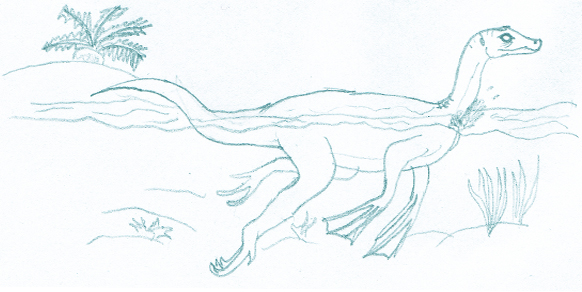
Inicialmente, acreditava-se que o Compsognathus corallestris tinha barbatanas nas patas dianteiras, com as quais levava uma vida anfíbia. Mas estudos recentes sobre o esqueleto desaprovam essa hipótese

Em um estudo realizado em 2001 por Bruce Rothschild e colegas, nove ossos dos pés atribuídos ao Compsognathus foram examinados para encontrar sinais de fratura por estresse, mas nenhum foi encontrado.

### "Mãos"
O espécime de Compsognathus descoberto na Alemanha no século XIX mostra somente dois dedos em cada membro dianteiro, levando os cientistas a concluir que esta era a sua anatomia em vida. No entanto, o fóssil descoberto mais tarde na França revelou que as "mãos" tinham três dedos, semelhantes a outros compsognatídeos. A fossilização do espécime alemão simplesmente não preservou os dedos do espécime francês. Bidar supôs que o espécime francês tinha dedos palmados, os quais devem ter sido vistos como barbatanas em vida. No livro de 1975 A Evolução e Ecologia dos Dinossauros, L. B. Halstead representou o animal como um dinossauro anfíbio capaz de se alimentar de presas aquáticas e nadar fora do alcance de grandes predadores. Ostrom ridicularizou essa hipótese ao mostrar que o espécime francês era quase idêntico ao espécime alemão em todos os aspectos, exceto em tamanho. Peyer confirmou essas conclusões.

### Alimentação

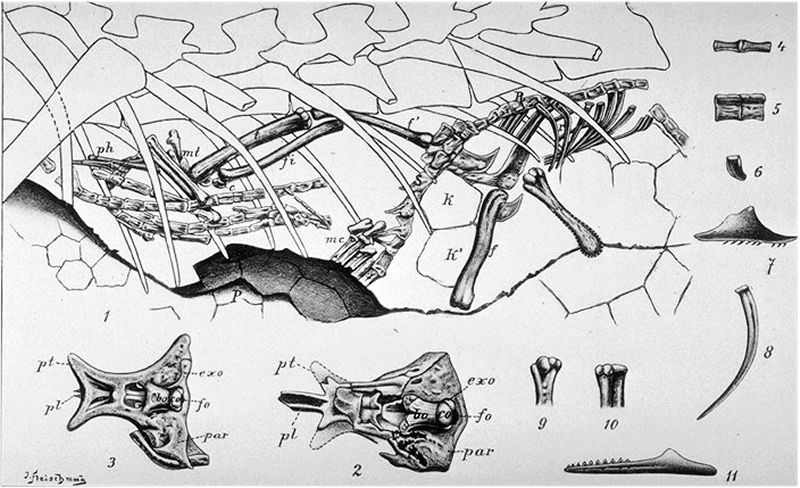
Esta ilustração de 1903, de Nopsca, mostra o conteúdo estomacal do espécime alemão de Compsognathus

Os restos de um lagarto na cavidade torácica do espécime alemão mostram que este animal se alimentava de pequenos vertebrados. Marsh, que examinou o espécime em 1881, acreditava que esse pequeno esqueleto dentro da região do estômago do fóssil era um embrião, mas em 1903 Franz Nopcsa concluiu que ele era um lagarto. Ostrom identificou os restos de um lagarto do gênero Bavarisaurus, concluindo que era um corredor rápido e ágil devido à sua longa cauda e às proporções de seus membros (em um estudo posterior feito com simulações biomecânicas por Bill Sellers e o paleontólogo Philip Manning, realizado por computador na Universidade de Manchester e publicado no boletim Proceedings of the Royal Society, eles asseguram que é o mais rápido bípede até agora conhecido, sendo capaz de atingir uma velocidade máxima de 64 quilômetros por hora). Isso levou à conclusão de que seu predador, o Compsognathus, precisava ter uma visão nítida e a capacidade de acelerar cem metros em pouco mais de seis segundos para alcançar o lagarto. O Bavarisaurus está inteiro, indicando que o Compsognathus deve ter engolido a sua presa inteira. O conteúdo gástrico do espécime francês consiste em lagartos ou esfenodontídeos não identificados.

### Possíveis ovos
Escavadores descobriram esferas irregulares com 10 mm de diâmetro perto dos restos fósseis do espécime alemão. Em 1901, Friedrich von Huene interpretou isso como osteogênese dérmica. Peter Griffiths redescreveu-os como ovos imaturos em 1993. No entanto, pesquisadores posteriores duvidaram de sua atribuição ao gênero porque foram encontrados fora da cavidade do corpo do animal. Um fóssil bem preservado do Sinosauropteryx, um gênero relacionado ao Compsognathus, mostra dois ovidutos contendo dois ovos sem terem sido postos. Esses ovos, proporcionalmente maiores e menos numerosos do Sinosauropteryx, geram ainda mais dúvidas na identificação original dos ovos de Compsognathus. Em 1964, o geólogo alemão Karl Werner Barthel explicou que as esferas eram na verdade bolhas de gás formadas no sedimento por causa da putrefação da carcaça do réptil.

### Penas e a conexão com as aves

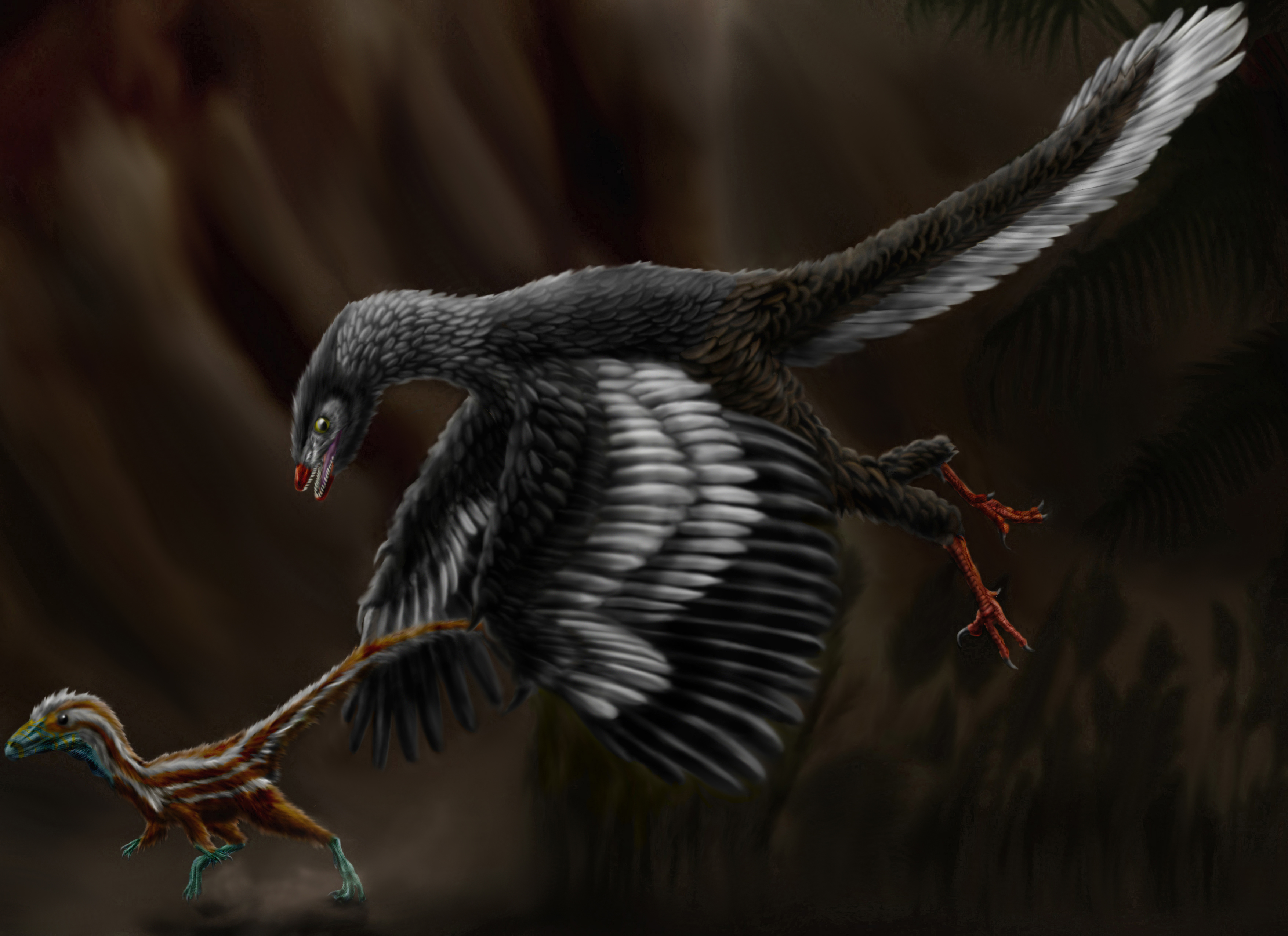
Restauração de Archaeopteryx perseguindo um jovem Compsognathus

Nenhuma pena ou estrutura semelhante foi preservada em fósseis de Compsognathus, em contraste com o Archaeopteryx, que foi encontrado nos mesmos sedimentos; assim, muitas representações do Compsognathus mostram-no sem penas. Von Huene relatou a presença de uma membrana de pele fossilizada na região abdominal do compsognato alemão, mas Ostrom logo o refutou. Parentes do Compsognathus, como
Sinosauropteryx e Sinocalliopteryx, foram preservados com restos de penas simples cobrindo o corpo como uma pelagem, indicando que o Compsognathus deveria ter possuído plumagem similarmente. Em contraste, um fragmento de pele fossilizado da cauda e o membro anterior de outro gênero suposto compsognatídeo, Juravenator, apenas mostra escamas, sem qualquer indicação de ter apresentado penas em áreas preservadas. Isso pode significar que a cobertura de penas não foi total neste grupo de dinossauros, embora uma nova avaliação realizada pelos pesquisadores ingleses Richard Butler e Paul Upchurch tenha questionado a designação do Juravenator na mesma família que o compsognato.

## Paleoecologia

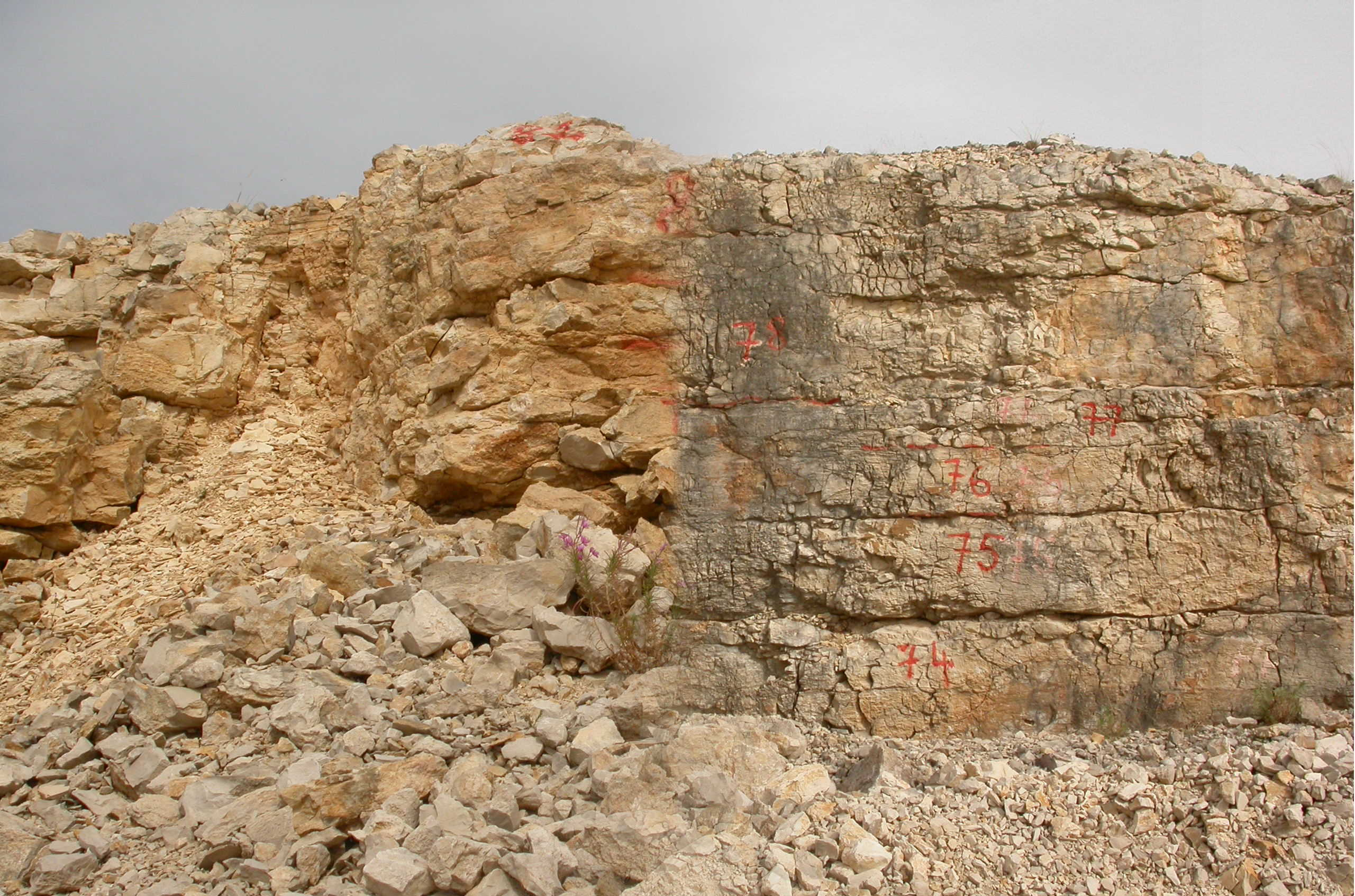
Calcário onde foi encontrado o espécime francês de Compsognathus, em Canjuers

Durante o Jurássico Superior, a Europa era um arquipélago seco e tropical à beira do Mar de Tétis. O fino calcário em que foram encontrados os esqueletos de Compsognathus tem sua origem na calcita das conchas de organismos marinhos. Tanto a área de Solnhofen como a de Canjuers, onde se conservaram os Compsognathus, se encontravam entre praias e recifes de corais das ilhas europeias do Jurássico no Mar de Tétis. Alguns contemporâneos do compsognato incluem o pássaro primitivo Archaeopteryx lithographica e os pterossauros Rhamphorhynchus muensteri e Pterodactylus antiquus. Os mesmos sedimentos em que o compsognato foi preservado também contêm fósseis de vários animais marinhos, como peixes, crustáceos, equinodermos e moluscos, confirmando o habitat costeiro deste terópode. Nenhum outro dinossauro foi encontrado em associação com Compsognathus, o que indica que este poderia de fato ser o maior predador terrestre nessas ilhas.

## Na cultura popular

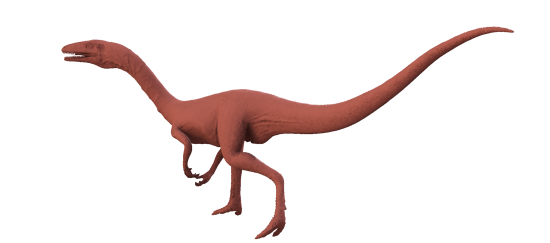
Reconstrução 3D de um Compsognathus

Em livros infantis sobre dinossauros, o Compsognathus comumente aparece. Por muito tempo foi único como um dinossauro de tamanho pequeno, pois a maioria dos outros dinossauros pequenos foram descobertos e descritos um século depois ou mais tarde. Estes animais apareceram nos filmes The Lost World: Jurassic Park, Jurassic Park III e Jurassic World: Fallen Kingdom. Em The Lost World: Jurassic Park, um dos personagens identifica incorretamente a espécie como Compsognathus triassicus, combinando o nome do gênero de Compsognathus longipes com o nome específico de Procompsognathus triassicus, um pequeno carnívoro distantemente relacionado, representado nos contos do Jurassic Park.